# Ichneumon xanthorius

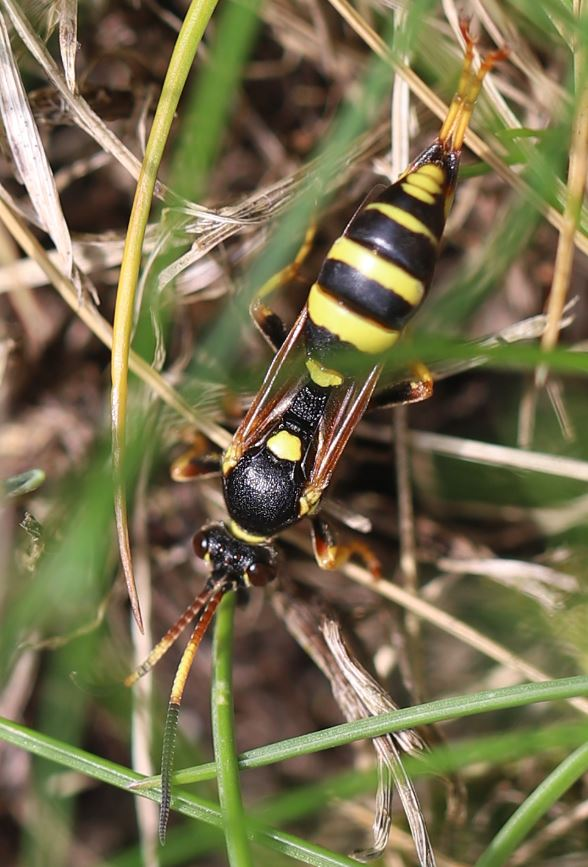
Weibchen, Hinterleib sichtbar

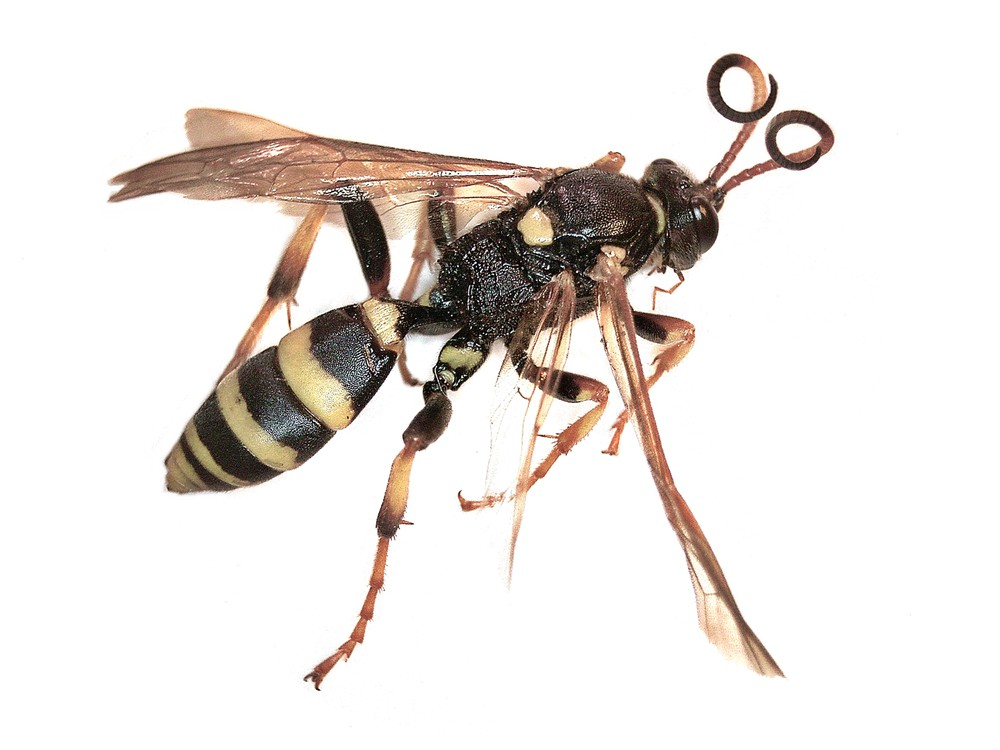
Weibchen, hintere Coxae sichtbar

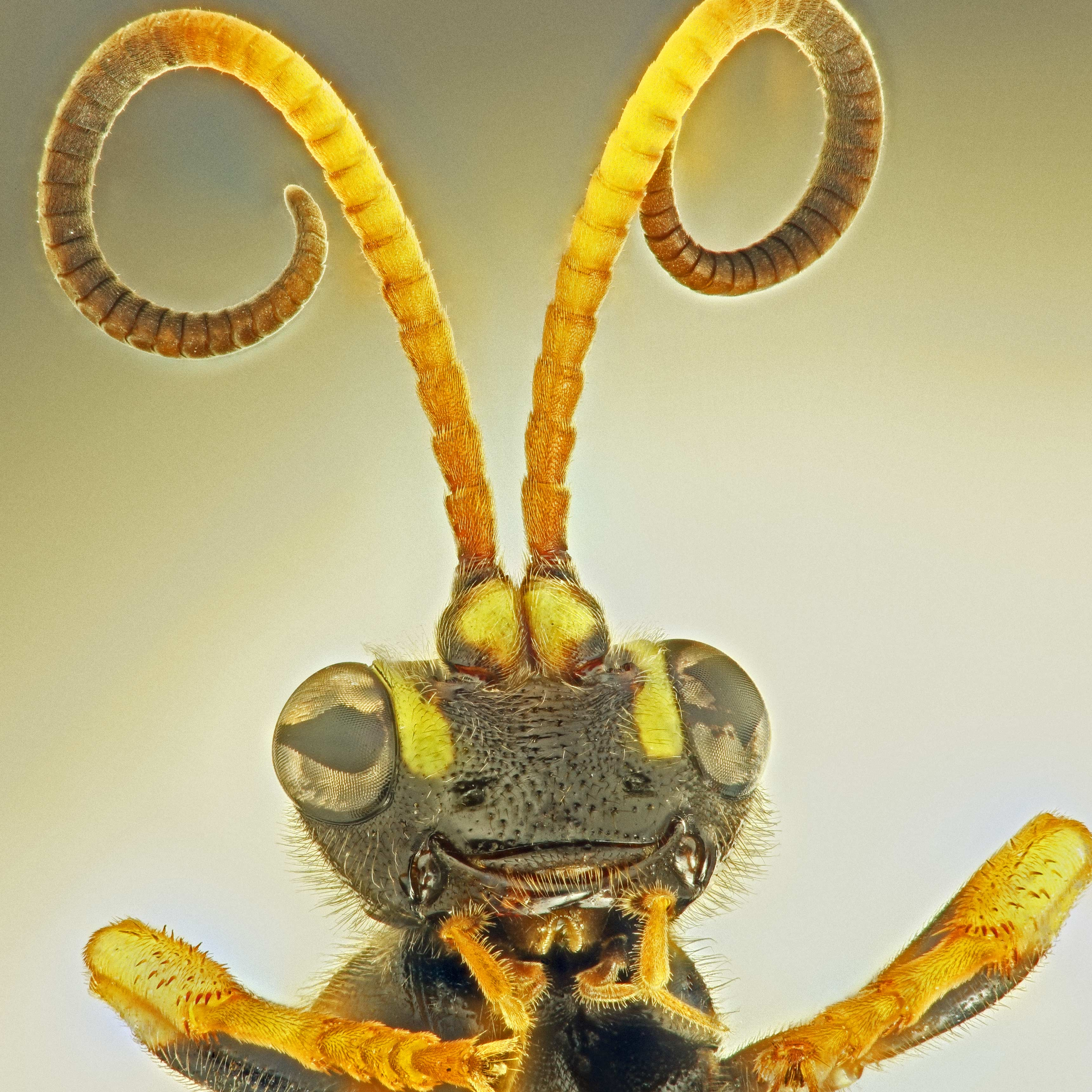
Weibchen, Ansicht des Clypeus

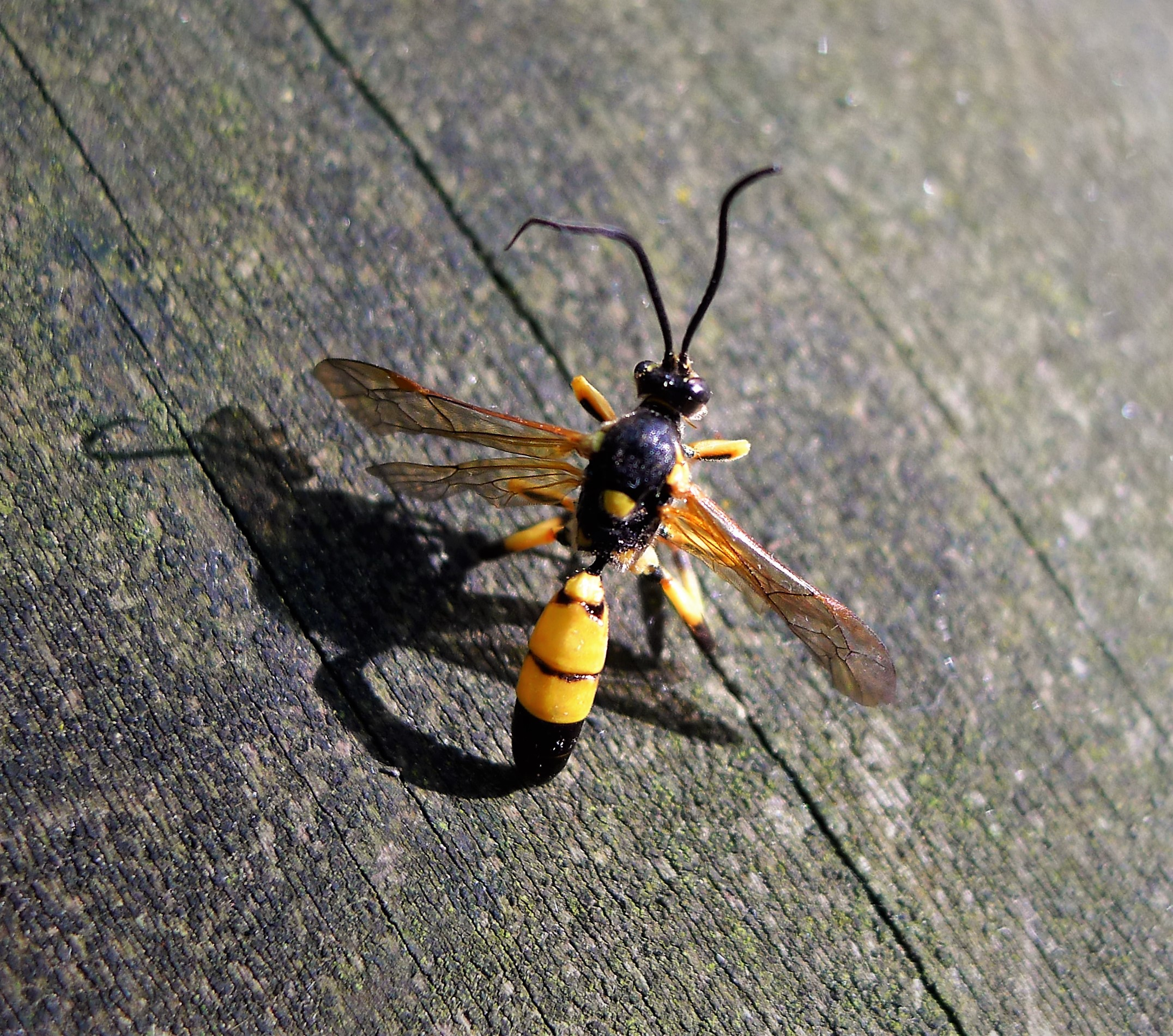
Männchen

Ichneumon xanthorius ist eine Schlupfwespe aus der Unterfamilie der Ichneumoninae. 

## Merkmale
Die relativ großen gelb-schwarz gemusterten Schlupfwespen sind 13–15 mm lang. Kopf und Mesonotum sind überwiegend schwarz gefärbt. Das Schildchen ist gelb. Am Ansatz der Vorderflügel befindet sich ein gelber Fleck. Auf der Innenseite der Facettenaugen verläuft ein gelber Strich. Die Art weist einen ausgeprägten Geschlechtsdimorphismus auf. Die Weibchen besitzen folgende Merkmale: Der Hinterleib ist überwiegend schwarz gefärbt. Die hinteren Bereiche der ersten vier Tergite sind gelb. Am Hinterleibsende befindet sich oben ein gelber Fleck. Die hinteren Coxae weisen bei den Weibchen einen charakteristischen gelben Fleck auf. Die vorderen und mittleren Femora der Weibchen sind bis auf das apikale Ende schwarz, die hinteren Femora sind vollständig schwarz. Das apikale Ende der hinteren Tibien ist schwarz. Die Unterseite der Fühlerbasis ist gelb, ansonsten sind die Fühlerbasis sowie die apikale Hälfte der Fühler schwarz, der restliche Teil des basalen Viertels der Fühler ist hellbraun, das zweite Viertel gelb gefärbt. Der Hals ist gelb. Die Flügel weisen ein orange-farbenes Pterostigma auf. Die Flügeladerung von Vorder- und Hinterflügel ist orange-gelb gefärbt. Der kurze Legestachel ist am Hinterleibsende kaum zu erkennen. Der Hinterleib der Männchen weist drei breite gelbe Querbänder auf. Das erste Tergit ist bis zum hinteren Rand gelb gefärbt. Die vorderen und mittleren Femora weisen einen schwarzen Fleck auf. Die hinteren Femora besitzen eine schwarze apikale Hälfte, die hinteren Tibien weisen ein schwarzes apikales Ende auf. Die Fühler sind schwarz. Der Clypeus der Männchen ist gelb. Die Männchen ähneln denen verwandten Schlupfwespenarten.

## Verbreitung
Ichneumon xanthorius kommt in der Paläarktis und in der Orientalis vor. In Europa ist die Art weit verbreitet. Auf den Britischen Inseln ist sie vertreten, in Norwegen und in Schweden fehlt sie dagegen. Im Süden reicht das Vorkommen in den Mittelmeerraum und nach Nordafrika.

## Lebensweise
Die Schlupfwespen von Ichneumon xanthorius fliegen von April bis August. Die Weibchen sind hauptsächlich im April und im Mai aktiv, die Männchen dagegen in den Monaten Juni und Juli. Ichneumon xanthorius ist ein koinobionter Endoparasitoid verschiedener Schmetterlingsraupen aus der Familie der Noctuidae. Zu den bekannten Wirtsarten gehören:
- Breitflügelige Bandeule (Noctua comes)
- Bunte Bandeule (Noctua fimbriata)
- Baja-Bodeneule (Xestia baja)
- Trapez-Bodeneule (Xestia ditrapezium)
- Rhombus-Bodeneule (Xestia stigmatica)
- Triangel-Bodeneule (Xestia triangulum)

Die Art überwintert als Larve und verpuppt sich im Frühjahr.